# Diadumenianus
Marcus Opellius Antoninus Diadumenianus (14. září 208 – červen 218, Zeugma) byl synem císaře Macrina a Nonie Celsy. Spolu se svým otcem byl v roce 217 prohlášen legiemi císařem. Otec mu udělil tituly caesar a předák mládeže (princeps iuventutis) a přiřadil jej k patriciům. Jméno Antoninus mu bylo dáno s ohledem na vojáky, u kterých se předchozí císař Caracalla (oficiálně Marcus Aurelius Antoninus) těšil velké oblibě. Historia Augusta uvádí, že Diadumenianus byl krásný, zlatovlasý mladík s tmavýma očima, avšak údajně se sklony ke krutosti. Vzhledem k nízkému věku se vedení reálné politiky nijak neúčastnil.
Diadumenianova nominální spoluvláda trvala až do června 218, kdy byl jeho otec poražen u Antiochie vojsky, která se přidala na stranu Heliogabala. Macrinus ho – již v hodnosti augusta – poslal k parthskému králi Artabanovi IV., cestou ho však nepřátelé u Zeugmy zajali a popravili. Následovalo damnatio memoriae.